# الخاندرو دوناتی
الخاندرو دوناتی (انگلیسی: Alejandro Donatti؛ زادهٔ ۲۴ اکتبر ۱۹۸۶) بازیکن فوتبال اهل آرژانتین است.
از باشگاه‌هایی که در آن بازی کرده‌است می‌توان به باشگاه فوتبال روساریو سنترال، باشگاه فوتبال اتلتیکو تیگره، و باشگاه فوتبال فلامینگو اشاره کرد.